# Allacta karnyi
Allacta karnyi är en kackerlacksart som först beskrevs av Hanitsch 1928.  Allacta karnyi ingår i släktet Allacta och familjen småkackerlackor. Inga underarter finns listade i Catalogue of Life.